# Joseph de Sabran
Pour les autres membres de la famille, voir Maison de Sabran.
Joseph de Sabran, comte de Grammont et de Beaudinar, né à la fin de 1702 et mort le 15 juin 1775 à Paris, est un officier de marine et aristocrate français du XVIIIe siècle. Issu d'une illustre famille provençale, il entre jeune dans la Marine et gravit un à un les échelons de la hiérarchie. Il prend part aux principaux conflits du règne de Louis XV, la guerre de Succession d'Autriche et la guerre de Sept Ans. Il se distingue par deux fois au cours de ce dernier conflit, à la bataille de Minorque en 1756 et à la bataille de Lagos en 1759, en compagnie de son cousin germain, La Clue-Sabran. Fait prisonnier de guerre, il passe quelque temps en Angleterre. Rentré en France, il est fait chef d'escadre (1764), et fait commandeur de Saint-Louis en 1773. Il prend sa retraite l'année suivante avec provisions de lieutenant général des armées navales ad honores et meurt l'année suivante. 

## Biographie

### Origines et famille
Joseph de Sabran descend de la Maison de Sabran, l'une des plus illustres de Provence. « Cette illustre maison s'est alliée à presque toutes les maisons souveraines de l'Europe et a donné des cardinaux, des évêques, un saint et une sainte, mari et femme, canonisés ensemble en 1369, des connétables des comtes de Toulouse… Ils furent comtes souverains de Forcalquier au XIIIe siècle. »
Son père, Joseph de Sabran, seigneur de Beaudinar, est un cadet de famille. Né en 1670, il est reçu chevalier de Malte en 1685. Il est mort entre 1722 et 1743. Connu sous le nom de vicomte de Forcalquier et d'Arian, il est capitaine-lieutenant d'une compagnie franche. Sa mère est Jeanne-Marie Du Bouzet, dame de Roquépine. Le couple se marie le 17 janvier 1702, à Monfort, diocèse de Lectoure. Par les Bouzet de Roquépine, Sabran-Grammont est gascon. 
D'une famille connue depuis la fin du XIIe siècle, Jean du Bouzet est devenu seigneur de Roquépine par son mariage en 1472 avec Catherine de Bordes, dame de Roquépine (terre du diocèse de Lectoure). Par eux, Sabran-Grammont est cousin du chef d'escadre Charles-Denis, marquis Du Bouzet (né en 1738, marié en 1767), et surtout de Claude Cassaignet de Tiliadet (1638-1726), veuve du marquis Gilles Du Bouzet de Roquépine, lieutenant général, qu'elle avait épousé en 1655 et qui est mort en 1679. Or cette marquise de Roquépine, morte le 16 mai 1726, à 85 ans, alors que Sabran-Grammont a 24 ans, était la nièce de Louvois, puisque fille de Gabriel de Tiliadet, capitaine aux gardes françaises, et de Madeleine Le Tellier. 
Son cousin germain Jean-François de Bertet de La Clue-Sabran s'illustrera comme lui dans la Marine royale.

### Jeunesse
Joseph de Sabran naît en Provence, à la fin de l'année 1702. Bien qu'héritier d'un nom illustre, il appartient à une branche relativement désargentée, celle des barons de Beaudinar, obligée de pousser tous ses fils vers la Marine royale, à Toulon, même les aînés, où ils n'atteignent d'ailleurs que le grade modeste de capitaine de vaisseau. Trois oncles de Joseph le sont : Jean-François, aîné de famille (mort entre 1731 et 1743) ; Nicolas (mort en 1725) ; Michel (mort en 1745). 

### Carrière dans la Marine royale

#### Débuts pendant la guerre de la Quadruple-Alliance
En 1715, à la mort de Louis XIV, lointain descendant des Sabran, le duc d'Orléans devient Régent, et certains Sabran mènent alors un train de vie très éloigné de celui que connaissent les Sabran toulonnais. Saint-Simon écrit dans ses Mémoires : « Mme de Sabran, Foix-Rabat par elle (née Louise-Charlotte de Foix)… s'était échappée de sa mère pour épouser (en 1714, à l'âge de 21 ans) un homme d'un grand nom (Jean-Honore de Sabran, dit le comte de Sabran, officier des galères à Marseille), mais sans bien et sans mérite, qui la mît en liberté. Il n'y avait rien de si beau qu'elle, de plus régulier, de plus agréable, de plus touchant, de plus grand air et du plus noble, sans aucune affectation. L'air et les manières simples et naturelles, laissant penser qu'elle ignorait sa beauté et sa taille, qui était grande et la plus belle du monde, et quand il lui plaisait, modeste à tromper. Avec beaucoup d'esprit, elle était insinuante, plaisante, robine, débauchée, point méchante, charmante, surtout à table, (et elle dîne avec les roués) ». 
Louise-Charlotte « avait en un mot tout ce qu'il fallait à M. le duc d'Orléans, dont elle devient bientôt la maîtresse, sans préjudice des autres ». Position avantageuse qui lui fit penser à la fortune de son époux : « Comme elle ni son mari n'avaient rien, tout leur fut bon… Mme de Sabran trouva que six mille livres de rente étaient toujours bonnes à prendre pour son mari, dont elle faisait si peu de cas, qu'en parlant de lui, elle ne l'appelait que son mâtin ». Elle obtint du Régent pour le comte de Sabran, la charge de premier chambellan du duc d'Orléans, qu'il offrit au mari de sa maîtresse, charge de 6 000 livres d'appointements.
En 1718, loin des turpitudes versaillaises de ses cousins, Joseph de Sabran-Beaudinar, âgé de seize ans, quitte sans doute le collège et se rend à Toulon où résident ses trois oncles paternels. Il y est fait garde de la Marine le 24 septembre 1718. Il embarque sur la flûte Le Dromadaire le 14 mai 1719. Il s'agit de sa première campagne, le Régent ayant déclaré la guerre à Philippe V d'Espagne en janvier 1719. Il croise en Méditerranée et participe à l'échec du siège de Roses.

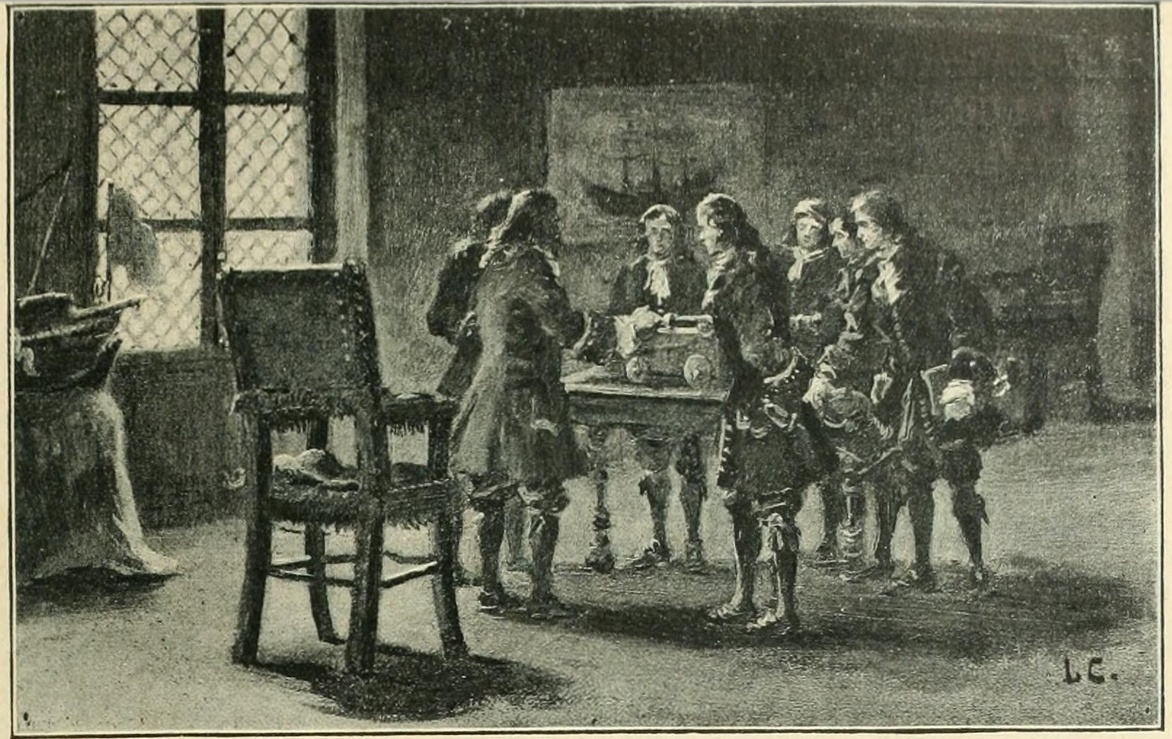
Gardes-marine étudiant l'artillerie en salle.

En 1720, il passe son année aux « salles » des gardes de la marine où il fait ses études. En 1721, la peste ravage Toulon. Son oncle Nicolas (1665-1725), appelé dans le corps le « comte de Sabran-Beaudinar », capitaine de vaisseau, s'absente de Toulon et amène l'adolescent à la terre des Ambiers. Il reste aux Ambiers de février 1721 à octobre 1721. Sur place, l'adolescent est confié à son autre oncle, Michel (mort en 1745), appelé dans le corps le « chevalier de Sabran-Bagnol », alors lieutenant de vaisseau, qui se trouve à « sa » terre des Ambiers, « par ordre de feu M. d'Ailly, commandant du port, du 13 octobre 1720, pour veiller aux débarque ». Un autre Sabran est aussi « chez lui, à cause de la contagion », l'enseigne de vaisseau de Sabran-Montblanc, cousin germain de notre garde (et fils de Jean-François et d’Isabeau de Glandevès, dame de Montblanc). Les jeunes Sabran étant à l’abri, la génération précédente remplit ses devoirs dans le port pestiféré. L’oncle Nicolas n’a pas hésité à y revenir. Et un lieutenant de vaisseau, Elzéar de Sabran, y « commande le détachement qui est dans l'Amiral. »
En 1722-1723, il est toujours présent à Toulon et se rend quotidiennement aux « salles ». En 1724, il embarque sur La Loire le 6 avril 1724 jusqu'au 22 mars 1725. Cette frégate est placée avec le vaisseau Le Solide sous le commandement de Claude de Beaucaire (1659-1735), chef d'escadre des armées navales en 1734. Cette petite division amène à Constantinople M. d'Andrezel, ambassadeur de France. La division croise à Alger, Tunis, et Tripoli avant d'atteindre Constantinople. Le retour de la division est retardé d'une part par l'ancien ambassadeur de France, M. Bonnac, qui a dû attendre le retour de son secrétaire, envoyé auprès du tzar, pour embarquer, et d'autre part par la peste... qui sévissait alors à Constantinople. Au retour Toulon impose quinze jours de quarantaine à la flotte, la traversée n'ayant duré que de vingt cinq jours.
En arrivant à Toulon, le jeune garde apprend la mort de son oncle, le capitaine de vaisseau Nicolas de Sabran-Beaudinar (1665-1725), mort au port le 15 janvier 1725. Puis le 29 avril, celle de son cousin germain, Elzéar de Sabran-Beaudinar (1703-1725), lieutenant de compagnie et fils de celui-ci. En 1726, il continue ses études à la compagnie des gardes, toujours logé chez sa tante, Claire Dasque, veuve de Nicolas de Sabran-Beaudinar. 
Il est fait garde du Pavillon Amiral le 5 mai 1727. En cette qualité, il embarque sur Le Tigre le 8 mai 1727 jusqu'au 17 septembre 1727. Ce vaisseau appartient à l'escadre de Joseph de Mons (1654-1731), chef d'escadre des armées navales en 1720. Sabran y connait son baptême du feu, Le Tigre s'emparant d'un navire tunisien de 38 canons. De retour, Sabran embarque sur L'Immaculée-Conception le 16 novembre 1727 jusqu'au 23 janvier 1728. Il désarme le lendemain.
Il embarque sur La Conception du 1er juin 1728 au 30 octobre 1728, dans l'escadre d'Étienne Nicolas de Grandpré (1661-1731), chef d'escadre en 1728 avec lequel il fait campagne en Méditerranée, à Tunis, et Tripoli. Dès son retour il monte sur L'Envieux du 10 décembre 1728 au 22 juin 1729. Il embarque sur La Sibille du 8 octobre 1729, puis passe sur le brick Le Saint-Antoine du 6 décembre 1729 au 2 janvier 1730, pour le commander.
En 1730, à court de ressources, il « a reçu à Malte de l'argent de M. le bailli de Bocage, qu'il lui doit, et il fait billet (de reconnaissance de dette) le 7 mars 1730 au sieur Catelin, écrivain de la marine, pour cet argent. ». L'année suivante, il est fait enseigne de vaisseau le 1er octobre 1731, et l'augmentation de sa petite solde lui permet de rembourser ses dettes.
Il embarque sur L'Espérance du 1er juin 1732 au 6 octobre 1732. Ce vaisseau appartient à l'escadre de Claude Aubery, bailli de Vatan (1664-1738), chef d'escadre depuis 1728. À son bord il croise en Méditerranée, à Gênes, Livourne, Tunis, Tripoli. Il embarque sur L’Heureux du 24 juin 1733, qui désarme le 21 mars 1734. Il appartient à l'escadre de Charles-Albert de Luynes (1674-1734), chef d'escadre depuis 1722 et fils du duc de Luynes (1620-1690). Il croise à nouveau en Méditerranée, passe Gibraltar, puis l'Atlantique jusqu'en Baltique, au moment de Dantzig. Au retour, il fait escale à Brest, puis repasse en Méditerranée, le long des côtes d'Italie, de Sicile, de Barbarie. 
En 1734, il embarque sur Le Diamant du 15 mai au 23 octobre. Il appartient à l'escadre de Claude-Élisée de Court de La Bruyère (1666-1752), futur vice-amiral de France en 1750. À peine débarqué, il embarque sur Le Zéphyr le 4 novembre 1734, jusqu'au 23 février 1735.
Il embarque sur le Borée du 3 août 1735 au 1er septembre 1735. Il appartient à l’escadre de Claude de Beaucaire (1659-1735), terrassé à 76 ans par deux attaques d'apoplexie à bord de son bâtiment le 20 août 1735. Cette disparition brutale entraîne plusieurs changements dans l'escadre, et Sabran passe le 1er septembre 1735 sur Le Ferme jusqu'au 26 janvier 1736, dans l'escadre alors confiée au marquis d'Antin (1709-1741), futur vice-amiral de France en 1737. Il croise à Cadix. En 1736, il reste à terre à Toulon. Il perd son cousin germain, Elzéar de Sabran-Beaudinar, capitaine de vaisseau et chevalier de Saint-Louis, fils de son oncle Jean-François de Sabran-Beaudinar, aussi capitaine de vaisseau. 
Il embarque sur Le Diamant du 6 mai 1737 au 9 octobre 1737. Ce vaisseau est commandé par le marquis d'Antin chargé de croiser en Méditerranée. En 1738: il est fait lieutenant de vaisseau et aide-major de la marine à Toulon le 1er avril 1738. Il embarque en cette qualité sur La Sibile du 29 novembre 1738 au 24 mars 1739. Mais pendant ces quatre mois de mer il est passé sur La Flore (à une date non précisée) et c'est de cette frégate qu'il descend le 24 mars 1739.

#### Guerre de Succession d'Autriche (1740-1748)
Il embarque sur l'Espérance du 20 août 1740 au 18 juin 1741. Il appartient à l’escadre commandée par Gaspard de Goussé de La Roche-Allard (v. 1672-1748), chef d'escadre depuis 1728 et lieutenant-général le 1er mai 1741 (Campagne aux Antilles). Mais l'Espérance fait partie des vaisseaux qui ne vont pas en Amérique. Pendant que les autres naviguent vers le Nouveau Monde, l'Espérance rentre à Toulon le 15 octobre 1740, et part le 27 janvier 1741 à Constantinople y conduire l'ambassadeur, M. de Castellane. De retour le 18 juin 1741, L'Espérance ramène l'ancien ambassadeur, M. de Villeneuve. Cette petite division était placée sous les ordres du commandant de L'Espérance, Pierre Gabaret d'Angoulins (vers 1674-1744).

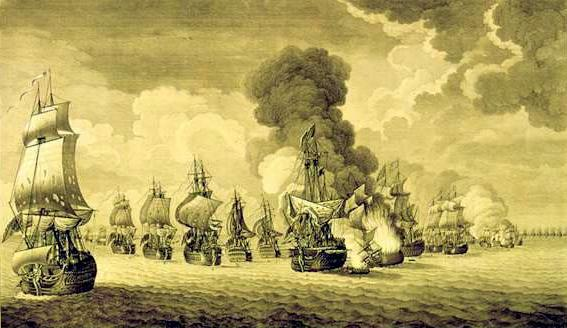
Gravure représentant le combat du cap Sicié (22 février 1744), également appelé « bataille de Toulon » par les Anglais et les Espagnols.

En 1741, il embarque encore sur L'Espérance du 25 septembre 1741 au 7 mars 1742. Il appartient de nouveau à une escadre placée sous les ordres de Court de La Bruyère pour une campagne en Méditerranée, à Barcelone, Carthagène, dans les îles d'Hyères, la Spezzia). En 1742, alors qu'il compte vingt quatre ans de service, il est fait chevalier de l'Ordre royal et militaire de Saint-Louis le 1er janvier 1742. Il n'est toujours que lieutenant de vaisseau, son appartenance à la Maison de Sabran n'ayant pas facilité son avancement outre mesure. 
Sabran-Grammont est embarqué sur l'Espérance depuis le 27 janvier 1744, il passe sur Le duc d'Orléans, il désarme le 13 octobre 1744. Il appartient à l'escadre de Court de La Bruyère qui soutint le 22 février 1744 le fameux combat franco-anglais, dit « du Cap-Sicié ». De retour, le roi lui confie le commandement de la frégate La Diane, qu'il conserve jusqu'au 1er décembre 1745.
En 1746, Sabran-Grammont s'absente du port le 1er février pour congé, et revient à Toulon en mai 1746. Le 1er mai 1746, il abandonne ses fonctions d'aide-major et « opte pour lieutenant de vaisseau ». De plus, étant enseigne d'une compagnie franche depuis le 12 avril 1734, puis lieutenant, il est fait le 17 mai 1746 capitaine d'une compagnie franche. Le 1er avril 1748, à 46 ans, Sabran-Grammont est fait enfin capitaine de vaisseau après trente ans de services. 
En 1749-1750, il est toujours présent au port de Toulon, à terre. Au second trimestre de 1750, il fait barrer Grammont sur les registres de "Soldes et Revues" et ne se fait appeler que M. de Sabran. Son lointain cousin, Jean-Honoré, comte de Sabran, officier des galères et premier chambellan du duc d'Orléans, vient à mourir. C'est ce qui justifie le changement de nom de Sabran-Grammont. En 1751, il embarque sur Le Triton du 7 avril 1751 au 7 novembre 1751. Il reste au port de Toulon, à terre, entre 1752 et 1754. Il part pour Gênes le 25 août 1755 « en conséquence des ordres du ministre ». Il revient à Toulon dès septembre 1755.

#### Guerre de Sept Ans (1756-1763)

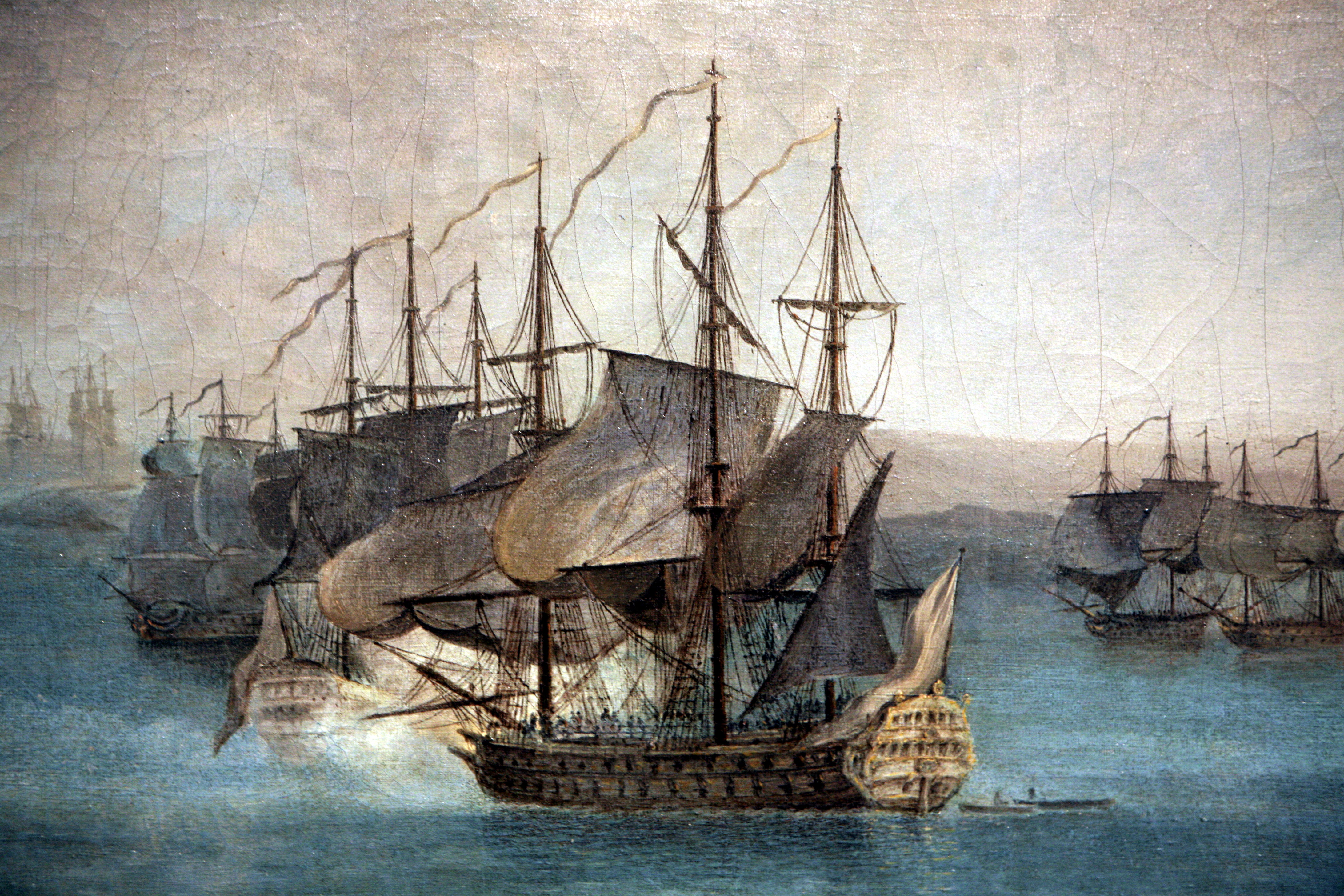
L'un des vaisseaux français engagés dans le combat de Minorque, peut-être le navire amiral le Foudroyant de 80 canons. Huile sur toile par Nicolas Ozanne.

Il commande Le Content du 1er avril 1756 au 24 novembre 1756, dans l'escadre du marquis de La Galissonière (1693-1756), lieutenant-général des armées navales depuis 1755. Il participe au célèbre combat du 20 mai 1756 qui donne Port-Mahon et Minorque au royaume de France. Vaincu, l'amiral Byng, est fusillé de retour en Angleterre, le 14 mars 1757. À son retour, il reprend son ancien nom de « Sabran-Grammont ». En même temps, il est mis à la haute paye de capitaine de vaisseau, à partir du 15 novembre 1756.

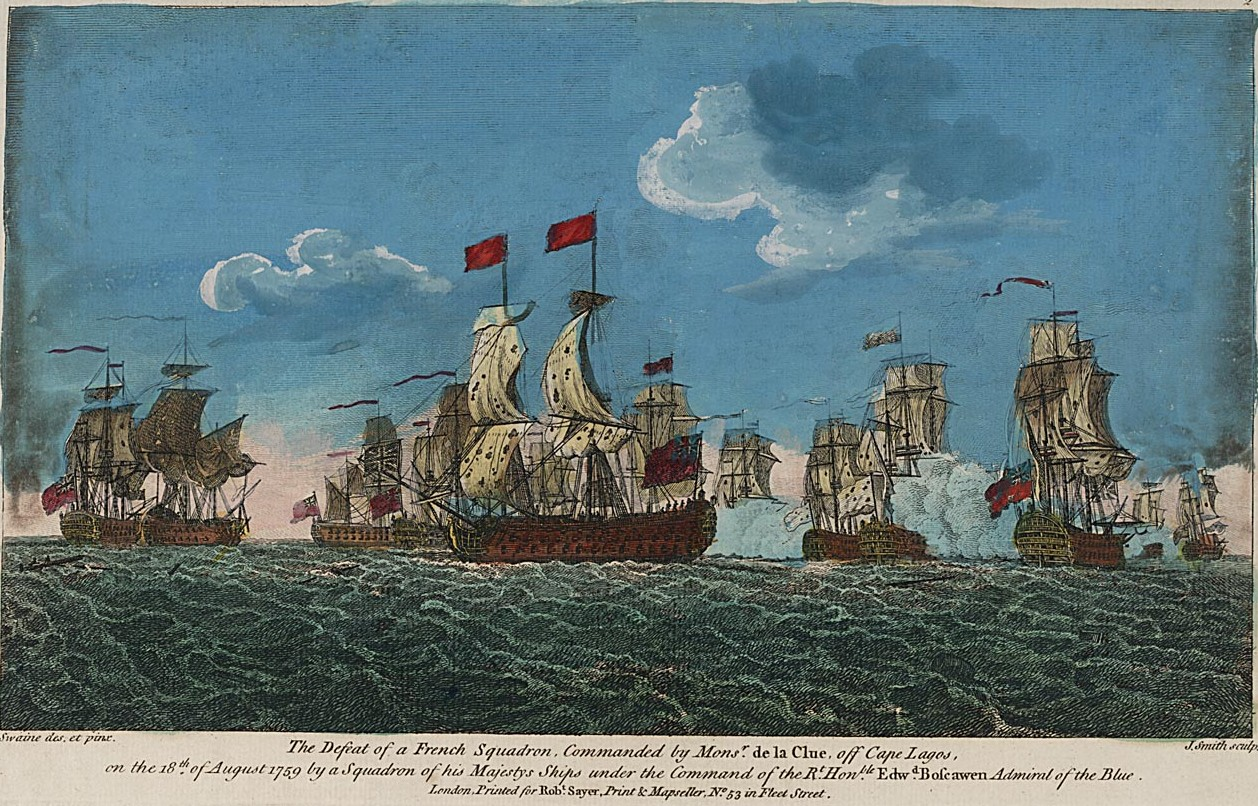
La bataille de Lagos, le 18-19 août 1759. Edward Boscawen poursuit l'escadre française de La Clue qui se disloque après le passage de Gibraltar. Malgré la neutralité portugaise, les vaisseaux français réfugiés à Lagos sont pris ou incendiés. (Gravure d'après Francis Swaine, 1786).

Il commande Le Triton du 1er juin 1757 au 28 janvier 1758. Avec une petite division de trois vaisseaux et de quatre frégates sous ses ordres, il croise en Méditerranée, se rend en Levant, et notamment à Malte où tant de Sabran ont servi. En 1759, le roi lui confie le commandement du Centaure qu'il prend le 20 avril, vaisseau qui appartient à l'escadre commandée par son cousin germain Jean-François de Bertet de La Clue-Sabran, chef d'escadre des armées navales depuis 1755. Le 5 août 1759, L'Océan, vaisseau de 80 canons, appareille de Toulon, La Clue-Sabran à son bord, suivi de son escadre. En douze jours les vaisseaux du roi sont à Gibraltar. L'escadre anglaise de l'amiral Boscawen en défend le passage. La Clue donne ordre de rallier Cadix. Pour tromper l'ennemi, il éteint ses feux de poupe. Son arrière-garde relâche à Cadix où les Anglais la bloquent du 19 août 1759 au 2 janvier 1760. Au matin, lesté de son arrière-garde, La Clue-Sabran n'a plus que sept vaisseaux à opposer à Boscawen. Le combat est plus un sauve-qui-peut qu'une bataille navale. Seul le Centaure de Sabran-Grammont se couvre de gloire. À l'issue du combat, ce vaisseau de 74 canons n'est plus qu'un ponton, rasé et mitraillé par cinq adversaires. Sabran-Grammont, blessé plusieurs fois au cours de ce terrifiant combat, a fait le sacrifice du Centaure pour permettre à La Clue-Sabran de sauver le reste de l'escadre. Le sacrifice est énorme. Un combat acharné de cinq heures. Deux cents morts sur le Centaure. Le vaisseau est prêt à sombrer. À la tombée de la nuit, avec plus de six pieds d'eau dans la cale et dépourvu de toute munition, Sabran-Grammont, neuf fois blessé, se rend. Soutenu par M. Abbe, chirurgien-major, il passe sur l'escadre anglaise qui l'amène en Grande-Bretagne où il reste plusieurs mois comme prisonnier de guerre. Le rapport qu'il y fait de son combat est tout à son honneur : 

« J'avais pris toutes mes dispositions pour pouvoir faire la plus longue résistance qu'il me serait possible… L'état où je me voyais réduit ne fit rien changer à la résolution que j'avais prise de tenir bon jusqu'à la dernière extrémité… Je me flattais qu'une défense opiniâtre de ma part pourrait sauver l'escadre… Quant à mon équipage, il est difficile, j'ose le dire, même impossible, que l'on puisse être mieux armé que je l'étais, et qu'on trouve ailleurs plus de bravoure et de fermeté dans le soldat et dans le matelot. Ils étaient tous animés du même esprit. Pas un seul n'a quitté son poste et tous ont combattu avec la valeur la plus déterminée… J'ai défendu mon vaisseau autant qu'il m'a été possible. J'ai tenu jusqu'au dernier moment. Je n'ai amené le pavillon que lorsque le danger était pressant. J'ai cru ne devoir pas sacrifier autant de braves gens que ceux que j'avais sous mes ordres et qui avaient si bien fait leur devoir. »

Sabran-Grammont achève son mémoire adressé au ministre de la marine, en ces termes : « Si j'ai pu mériter votre estime, mon malheur m'en paraîtra moins grand ». C'est en Angleterre que Sabran-Grammont apprendra le désastre total de La Clue-Sabran dans les eaux portugaises de Lagos. Ce n'est qu'en octobre 1759 que Sabran-Grammont libéré rentre à Toulon. Au passage, il s'est arrêté à Versailles où il a été félicité par Louis XV devant toute la cour. 
Entre 1760 et 1762, Sabran-Grammont ne sert plus en mer jusqu'à la fin de la guerre de Sept Ans et la signature du Traité de Paris en 1763. Il est fait chef d'escadre des armées navales le 1er octobre 1764. Il a alors 62 ans dont quarante-six de services dans la Royale. De 1765 à 1767, il est toujours présent, à terre, au port de Toulon. En 1768, il perd sa lointaine cousine, Louise-Charlotte de Foix, veuve du comte de Sabran depuis 1750. Cette dernière, ancienne maîtresse du Régent, meurt à Paris, à 75 ans.
Après l'âge de la guerre, vient celui des honneurs. Le 1er janvier 1773, Sabran-Grammont est fait commandeur de Saint-Louis à 71 ans. Distinction accompagnée d'une pension de 3 000 livres sur l’ordre. Le 4 novembre 1774, il se retire du corps de la marine à 72 ans. Le roi le fait lieutenant général des armées navales ad honores et lui accorde 8 000 livres de pension sur le budget de la Marine.
Le 15 juin 1775, le lieutenant-général des armées navales Joseph de Sabran, comte de Grammont, commandeur de Saint-Louis, s'éteint chez lui à Paris, le jour même du sacre de Louis XVI. Il laisse une veuve de 26 ans, une fille de cinq ans, un fils de quelques mois.

## Mariage et descendance
Le 2 février 1769, Joseph de Sabran, alors âgé de 67 ans, n'hésite pas à épouser Françoise-Éléonore-Élisabeth de Jean de Manville (1749-1827). La jeune mariée est née à Paris le 3 mars 1749, elle n'a donc que 19 ans lors de ses noces, soit plus de 47 ans de moins que son mari. Elle est fille de Charles-Claude de Jean, seigneur de Mauville et de Geneviève-Éléonore Mignot de Montigny. Le portrait que nous a laissé d'elle Mme Vigée-Le Brun nous la montre sous un aspect fort agréable. De cette union naissent une fille et un fils :
- Louise-Delphine-Éléonore-Mélanie de Sabran (1770-1826). Elle est baptisée à Paris, paroisse Saint-Roch ;
- Louis-Marie-Elzéar de Sabran (1774-1846), baptisé à Paris lui aussi.

Il avait eu auparavant une fille naturelle, née hors mariage :
- Marie Delphine de Sabran, baptisée le 30 novembre 1762 sur Ollioules, née de dame Anne Elisabeth Gombert sur Toulon paroisse Saint-Louis et qu’il reconnaît de ses œuvres[10] ;

### Sources et bibliographie
- Michel Vergé-Franceschi, Généalogie et carrière de Joseph de Sabran (1702-1775), Comte de Grammont et de Beaudinar, Lieutenant-Général des Armées Navales, pages 7 à 25.
- Michel Vergé-Franceschi, La Marine française au XVIIIe siècle : guerres, administration, exploration, Paris, SEDES, coll. « Regards sur l'histoire », 1996, 451 p. (ISBN 2-7181-9503-7)
- Michel Vergé-Franceschi (dir.), Dictionnaire d'histoire maritime, Paris, éditions Robert Laffont, coll. « Bouquins », 2002, 1508 p. (ISBN 2-221-08751-8 et 2-221-09744-0, BNF 38825325)
- Rémi Monaque, Une histoire de la marine de guerre française, Paris, éditions Perrin, 2016, 526 p. (ISBN 978-2-262-03715-4)
- Étienne Taillemite, Dictionnaire des marins français (nouvelle édition revue et augmentée), Paris, éditions Tallandier, 2002, 573 p. (ISBN 2-84734-008-4)
- Georges Lacour-Gayet, La Marine militaire de la France sous le règne de Louis XV, Honoré Champion éditeur, 1910 (1re éd. 1902) (lire en ligne)